# Girls! Girls! Girls!
Girls! Girls! Girls! – szesnasty album Elvisa Presleya, który jest jednocześnie ścieżką dźwiękową z filmu Dziewczyny! Dziewczyny! Dziewczyny!. Wydany został 9 listopada 1962 roku przez RCA Victor Records, a sesje nagraniowe odbyły się między 26 – 28 marca 1962 r. w studiu Radio Recorders w Hollywood. Na liście najlepszych popowych albumów magazynu Billboard płyta zajęła trzecie miejsce, a 13 sierpnia 1963 r. stowarzyszenie Recording Industry Association of America nadało jej status złotej.

## Zawartość
Na płycie znalazło się trzynaście piosenek znanych z filmu Dziewczyny! Dziewczyny! Dziewczyny! choć podczas marcowej sesji nagrano ich szesnaście. Był to kolejny album Elvisa ze ścieżką dźwiękową, który cieszył się większą popularnością od albumów studyjnych (wcześniej podobna sytuacja była z Blue Hawaii i G.I. Blues).
W październiku 1962 roku piosenki Return to Sender i Where Do You Come From zostały wydane jako singiel. Utwór Return to Sender wkrótce stał się wielkim hitem Elvisa i na liście Billboard Hot 100 zajął drugie miejsce. Zdobył również status platyny. Z kolei druga piosenka zajęła na tej samej liście dopiero 99. miejsce.
W 2007 roku pojawiła się rozszerzona wersja albumu z różnymi piosenkami, łącznie z tymi, których nie wykorzystano na oryginalnej ścieżce dźwiękowej.

## Muzycy
1. Elvis Presley – wokal
2. The Jordanaires – akompaniament
3. The Amigos – akompaniament
4. Boots Randolph – saksofon, klarnet
5. Scotty Moore – gitara elektryczna
6. Barney Kessel – gitara elektryczna
7. Tiny Timbrell – gitara akustyczna
8. Robert Bain, Alton Hendrickson – gitary (We'll Be Together)
9. Dudley Brooks – pianino
10. Harold Brown – organy (Thanks to the Rolling Sea)
11. Ray Siegel – kontrabas
12. D.J. Fontana, Hal Blaine, Bernie Mattinson – perkusja

## Lista utworów

### Strona A
| Utwór | Data nagrania | Tytuł                          | Autor                                  | Czas trwania |
| ----- | ------------- | ------------------------------ | -------------------------------------- | ------------ |
| 1.    | 27.03.1962    | Girls! Girls! Girls!           | Jerry Leiber i Mike Stoller            | 2:34         |
| 2.    | 28.03.1962    | I Don’t Wanna Be Tied          | Bill Giant, Bernie Baum, Florence Kaye | 2:08         |
| 3.    | 27.03.1962    | Where Do You Come From         | Ruth Bachelor i Bob Roberts            | 2:08         |
| 4.    | 26.03.1962    | I Don’t Want To                | Janice Torre i Fred Spielman           | 2:42         |
| 5.    | 28.03.1962    | We'll Be Together              | Charles O’Curran i Dudley Brooks       | 2:17         |
| 6.    | 27.03.1962    | A Boy Like Me, A Girl Like You | Sid Tepper i Roy C. Bennett            | 2:20         |
| 7.    | 28.03.1962    | Earth Boy                      | Sid Tepper i Roy C. Bennett            | 2:24         |

### Strona B
| Utwór | Data nagrania | Tytuł                     | Autor                                  | Czas trwania |
| ----- | ------------- | ------------------------- | -------------------------------------- | ------------ |
| 1.    | 27.03.1962    | Return to Sender          | Otis Blackwell i Winfield Scott        | 2:09         |
| 2.    | 27.03.1962    | Because of Love           | Ruth Bachelor i Bob Roberts            | 2:34         |
| 3.    | 26.03.1962    | Thanks to the Rolling Sea | Bill Giant, Bernie Baum, Florence Kaye | 1:31         |
| 4.    | 27.03.1962    | Song of the Shrimp        | Sid Tepper i Roy C. Bennett            | 2:21         |
| 5.    | 27.03.1962    | The Walls Have Ears       | Sid Tepper i Roy C. Bennett            | 2:32         |
| 6.    | 26.03.1962    | We're Comin' In Loaded    | Otis Blackwell i Winfield Scott        | 1:24         |